# Tórtora de doble collar
La tórtora de doble collar (Streptopelia bitorquata) és una espècie d'ocell de la família dels colúmbids (Columbidae) que habita zones obertes, sovint a prop de l'hàbitat humà, a l'Arxipèlag Malai, al nord de Borneo, Java i les illes Petites de la Sonda.

Considerada coespecífica de Streptopelia dusumieri per diversos autors.